# Ō
Ō, ō は、Oにマクロンを付した文字である。日本語のローマ字、中国語のピン音、ポリネシア諸語のマオリ語で使われる。主に[o]の長音を示す。

## 日本語での使用
日本語のヘボン式ローマ字では「お」の音の長音[oː]を示す。
現代仮名遣いでは、オ列の長音は、オ列の仮名に「う」を添えることが原則となっており（「おう」「とう」など）、これらも発音上は[oː]であるため、ōによって表記される。
例：
RŌMAJI（ローマ字）、TŌKYŌ（東京）、KŌRU（凍る）
子音との組み合わせ、
- Ō、KŌ、SŌ、TŌ、NŌ、HŌ、MŌ、YŌ、RŌ、WŌ、GŌ、ZŌ、DŌ、BŌ、PŌ、VŌ、FŌ、KYŌ、SHŌ(SYŌ)、CHŌ(TYŌ)、NYŌ、HYŌ、MYŌ、RYŌ、GYŌ、JŌ(ZYŌ)、DYŌ、BYŌ、PYŌ

## 日本語以外での使用
中国語では第一声（陰平）を示す。
ラトビア語では[ɔː]の発音を表したが、現在の正書法では用いられていない。

## 符号位置
| 大文字 | Unicode | JIS X 0213 | 文字参照       | 小文字 | Unicode | JIS X 0213 | 文字参照       | 備考 |
| ------ | ------- | ---------- | -------------- | ------ | ------- | ---------- | -------------- | ---- |
| Ō      | U+014C  | 1-9-89     | &#x14C; &#332; | ō      | U+014D  | 1-9-94     | &#x14D; &#333; |      |